# 2017. évi nyári európai ifjúsági olimpiai fesztivál
A 2017. évi nyári európai ifjúsági olimpiai fesztivál, hivatalos nevén a XIV. nyári európai ifjúsági olimpiai fesztivál egy több sportágat magába foglaló nemzetközi sportesemény, melyet 2017. július 23. és július 29. között rendeztek meg Győrben. A fesztivál hivatalos arca Jakabos Zsuzsanna úszó olimpikon volt.

## A pályázat
A Magyar Olimpiai Bizottság elnöksége 2011. június 17-én, a győri önkormányzat pedig 2011. június 24-én egyhangú határozattal hagyta jóvá a pályázati szándékot a 2017-es évi nyári európai ifjúsági olimpiai fesztivál rendezési jogáért. A magyar kormány 2011. november 17-én döntött a rendezési jog elnyerése esetén szükséges kormányzati intézkedésekről. 2012. május 7-én a Magyar Olimpiai Bizottság, Győr Megyei Jogú Város Önkormányzata és kilenc magyar sportszövetség (atlétikai, cselgáncs, kerékpár, kézilabda, kosárlabda, röplabda, tenisz, torna és úszó) háromoldalú együttműködési megállapodást írt alá a 2017-es európai nyári ifjúsági olimpiai fesztivál rendezési jogának elnyerése és sikeres lebonyolítása érdekében.
2012. december 8-án az Európai Olimpiai Bizottságok (EOC) 41. közgyűlésén, Rómában dőlt el, hogy Magyarország lesz a fesztivál házigazdája. Az eseményre egyedül Győr városa pályázott. A magyar delegációt Borkai Zsolt, Győr polgármestere, a Magyar Olimpiai Bizottság elnöke vezette. A küldöttségben helyet kapott Szabó Bence, a Magyar Olimpiai Bizottság főtitkára, Somogyi Tivadar, Győr alpolgármestere és Nagy Zsigmond, a Magyar Olimpiai Bizottság nemzetközi igazgatója.

## Olimpiai fejlesztések és felkészülés
- ETO Park - a 2010-ben átadott sportkomplexum nem szorult felújításra, itt rendezték a nyitó- és záróünnepségeket. A stadion 16.000 néző befogadására volt alkalmas, mely fejlesztésekkel 30.000 férőhelyesre bővíthető.[3]
- Az olimpiai falunak a Széchenyi István Egyetem kollégiuma adott otthont.

### A versenyek helyszínei
A versenyszámok helyszínei:
- Radnóti utcai sporttelep - tervezett építése 2014 és 2016 között várható. A sporttelep részét képező uszoda alapkőletételére 2013. november 1-jén került sor.[5] Az úszó, atlétikai, torna, tenisz és cselgáncs versenyszámainak helyszíne lesz. Továbbá edzéshelyszíne az úszó, atlétikai, torna és tenisz versenyeknek.
- Széchenyi István Egyetem Sportcsarnoka I. - a 2001-ben épült csarnok felújítása 2015 és 2016 között várható. A férfi röplabdaverseny helyszíne lesz.
- Mobil csarnok - melynek építését 2015 és 2016 között tervezik. A női röplabdaverseny helyszíne lesz.
- Sportcsarnok - építését 2015 és 2016 között tervezik. A férfi kézilabdaverseny helyszíne lesz.
- Magvassy Mihály Sportcsarnok - az 1976-ban épült csarnok átépítését és felújítását 2014 és 2016 között tervezik. A meglévő sportcsarnok mellé egy új létesítményt építenek, melynek alapkőletételére 2014. január 30-án került sor. A tervek szerint az új aréna közel 5500 nézőt fog tudni befogadni. Az ülőhelyek nagy részét fixen rögzítik, a többi pedig szükség esetén betolható lesz a lelátók alá. Az új épület küzdőterét három részre lehet majd felosztani, így a régi csarnokkal együtt egyszerre négy edzést is lehet a jövőben tartani a sportkomplexumban. Az épület külseje úgynevezett szitaszövet borítást kap, mely megvilágítva az elképzelések szerint látványos külsőt kölcsönöz majd az arénának. Az alapkőletételnél többek között jelen volt Borkai Zsolt győri polgármester, a Magyar Olimpiai Bizottság elnöke, Simicskó István sportért és ifjúságért felelős államtitkár illetve Görbicz Anita kézilabdázó.[6] Az aréna a női kézilabdaverseny helyszíne lesz.
- Ikrényi Sportcsarnok - a 2006-ban épült csarnok felújítását 2015 és 2016 között tervezik. A női kosárlabdaverseny helyszíne lesz.
- Molnár Vid Bertalan Művelődési Központ - a 2007-ben épült központ felújítását 2015 és 2016 között tervezik. A férfi kosárlabdaverseny helyszíne lesz.
- A kerékpáros versenyszámoknak a város fő közlekedési útvonalai adtak otthont.

### További helyszínek
- Pattantyús Ábrahám Géza Szakközépiskola tornaterme - az 1985-ben épült tornaterem felújítását 2015 és 2016 között tervezik. A férfi és női cselgáncsozók edzőhelyszíne lesz.
- Nádorvárosi Ének-zenei Általános Iskola tornaterme - a 2001-ben épült tornaterem felújítását 2015 és 2016 között tervezték. A férfi röplabdázók edzőhelyszíne volt.
- Kovács Margit Általános Művelődési Központ tornaterme - az 1981-ben épült tornaterem felújítását 2015 és 2016 között tervezték. A női röplabdázók edzőhelyszíne volt.
- Krúdy Gyula Középiskola tornaterme - az 1988-ban épült tornaterem felújítását 2015 és 2016 között tervezték. A férfi kézilabdázók edzőhelyszíne volt.
- Bercsényi Miklós Középiskola tornaterme - az 1975-ben épült tornaterem felújítását 2015 és 2016 között tervezték. A női kézilabdázók edzőhelyszíne volt.
- Széchenyi István Egyetem Sportcsarnoka II. - az 1992-ben épült tornaterem felújítását 2015 és 2016 között tervezték. A női kosárlabdázók edzőhelyszíne volt.
- Jedlik Ányos Gépipari és Informatikai Középiskola és Kollégium tornaterme - az 1994-ben épült tornaterem felújítását 2015 és 2016 között tervezték. A férfi kosárlabdázók edzőhelyszíne volt.

## Kabalaállat
A fesztivál kabalaállata a kakas. A szervezők egy ötletpályázat kiírásával a névadást a közvéleményre bízták. Nevét 2014. február végén, a Hungexpo területén rendezett utazás kiállításon hozták nyilvánosságra. A kakas a Hugoo nevet kapta.

## Részt vevő nemzetek
Az alábbi 50 nemzet képviseltette magát a sporteseményen:
- Albánia
- Andorra
- Ausztria
- Azerbajdzsán
- Belgium
- Bosznia-Hercegovina
- Bulgária
- Ciprus
- Csehország
- Dánia
- Észtország
- Fehéroroszország
- Finnország
- Franciaország
- Görögország
- Grúzia
- Hollandia
- Horvátország
- Izland
- Izrael
- Írország
- Koszovó
- Lengyelország
- Lettország
- Liechtenstein
- Litvánia
- Luxemburg
- Észak-Macedónia
- Magyarország (152 – 72 férfi, 80 nő)
- Málta
- Moldova
- Monaco
- Montenegró
- Egyesült Királyság
- Németország
- Norvégia
- Olaszország
- Oroszország
- Örményország
- Portugália
- Románia
- San Marino
- Spanyolország
- Svájc
- Svédország
- Szerbia
- Szlovákia
- Szlovénia
- Törökország
- Ukrajna

## Versenyszámok
| Versenyszámok a 2017. évi európai nyári ifjúsági olimpiai fesztiválon |       |     |        |          |
| Sportág, szakág                                                       | férfi | női | vegyes | összesen |
| Atlétika                                                              | 18    | 18  |        | 36       |
| Cselgáncs                                                             | 9     | 9   |        | 18       |
| Kajak-kenu                                                            | 6     | 6   | 4      | 16       |
| Kerékpározás                                                          | 2     | 2   |        | 4        |
| Kézilabda                                                             | 1     | 1   |        | 2        |
| Kosárlabda                                                            | 1     | 1   |        | 2        |
| Röplabda                                                              | 1     | 1   |        | 2        |
| Tenisz                                                                | 2     | 2   |        | 4        |
| Torna                                                                 | 8     | 6   |        | 14       |
| Úszás                                                                 | 15    | 15  | 2      | 32       |
|                                                                       |       |     |        |          |
| Összesen                                                              | 63    | 61  | 6      | 130      |

## Menetrend
A 2017. évi nyári európai ifjúsági olimpiai fesztivál menetrendje:
| ● | Nyitóünnepség | ● | Versenynapok | ● | Döntők | ● | Záróünnepség |

| Július              | Július              | 23 | 24 | 25 | 26 | 27 | 28 | 29  | Versenyszámok |
| ------------------- | ------------------- | -- | -- | -- | -- | -- | -- | --- | ------------- |
| Ünnepségek          | Ünnepségek          | ●  |    |    |    |    |    | ●   |               |
| Atlétika            | Atlétika            |    | ●  | 4  | 9  | 9  | 5  | 9   | 36            |
| Cselgáncs           | Cselgáncs           |    |    | 4  | 4  | 4  | 4  | 2   | 18            |
| Kajak-kenu          | Kajak-kenu          |    |    | ●  | 8  |    | ●  | 8   | 16            |
| Kerékpározás        | Kerékpározás        |    |    | 2  |    | 2  |    |     | 4             |
| Kézilabda           | Kézilabda           |    | ●  | ●  | ●  |    | ●  | 2   | 2             |
| Kosárlabda          | Kosárlabda          |    | ●  | ●  | ●  |    | ●  | 2   | 2             |
| Röplabda            | Röplabda            |    | ●  | ●  | ●  |    | ●  | 2   | 2             |
| Tenisz              | Tenisz              |    | ●  | ●  | ●  | ●  | ●  | 4   | 4             |
| Torna               | Torna               |    |    | 1  | 1  | 2  | 5  | 5   | 14            |
| Úszás               | Úszás               |    | 5  | 7  | 7  | 3  | 10 |     | 32            |
| Összes aznapi döntő | Összes aznapi döntő |    | 5  | 18 | 29 | 20 | 24 | 34  | 130           |
| Összesítés          | Összesítés          |    | 5  | 23 | 52 | 72 | 96 | 130 |               |
| Július              | Július              | 23 | 24 | 25 | 26 | 27 | 28 | 29  | Versenyszámok |

## A magyar érmesek
| Érem  | Versenyző | Sportág    | Versenyszám            |
| ----- | --- | ---------- | ---------------------- |
| Arany | Horváth Karolina | Atlétika   | 2000 m akadály         |
| Arany | Feczkó Csanád | Cselgáncs  | 50 kg                  |
| Arany | Szeredás Botond | Cselgáncs  | 60 kg                  |
| Arany | Sipőcz Richárd | Cselgáncs  | + 90 kg                |
| Arany | Molnár Csenge | Kajak-kenu | C1 500 m               |
| Arany | Szellák Szabina | Kajak-kenu | K1 500 m               |
| Arany | Keresztes Kristóf | Kajak-kenu | K1 200 m               |
| Arany | Rendessy Eszter | Kajak-kenu | K1 200 m               |
| Arany | Afentaler Sára Albek Anna Arany Rebeka Gerhath Kincső Kacsor Gréta Kuczora Csenge Magera Noémi Mihály Petra Pál Tamara Schatzl Natalie Simon Armilla Szabó Dóra Szilovics Fanni Vámos Petra Varga Emőke | Kézilabda  | csapat                 |
| Arany | Berecz Blanka | Úszás      | 200 m pillangó         |
| Arany | Nagy Réka | Úszás      | 400 m vegyes           |
| Arany | Nagy Réka | Úszás      | 200 m vegyes           |
| Arany | Zombori Gábor | Úszás      | 200 m hát              |
| Ezüst | Apáti Bence | Atlétika   | 1500 m                 |
| Ezüst | Takács Boglárka | Atlétika   | 100 m                  |
| Ezüst | Tóth Benedek | Cselgáncs  | 81 kg                  |
| Ezüst | Kardos Tímea | Cselgáncs  | 44 kg                  |
| Ezüst | Szellák Szabina Rendessy Eszter | Kajak-kenu | K2 500 m               |
| Ezüst | Molnár Csenge Horváth Benedek | Kajak-kenu | C2 500 m vegyes        |
| Ezüst | Horváth Benedek | Kajak-kenu | C1 200 m               |
| Ezüst | Horváth Benedek | Kajak-kenu | C1 500 m               |
| Ezüst | Angyal Barbara Boros Júlia Budacsik Dorottya Dombai Réka Madár Eszter Mányoky Réka Szirony Dorina Tóth FrankaVarga Aliz Vári Zita Vincze Nikolett Wentzel Nóra                                          | Kosárlabda | csapat                 |
| Ezüst | Zombori Gábor | Úszás      | 100 m hát              |
| Ezüst | Nagy Réka | Úszás      | 800 m gyors            |
| Ezüst | Vécsei Réka | Úszás      | 100 m mell             |
| Ezüst | Vécsei Réka | Úszás      | 200 m mell             |
| Ezüst | Matula Fanni Vécsei Réka Hatházi Dóra Nagy Réka | Úszás      | 4 × 100 m vegyes       |
| Bronz | Molnár Janka | Atlétika   | 400 m                  |
| Bronz | Nerpel Gergely | Cselgáncs  | 73 kg                  |
| Bronz | Szeredás Botond Vida András Nerpel Gergely Tóth Benedek Sipőcz Richárd | Cselgáncs  | csapat                 |
| Bronz | Varga Brigitta | Cselgáncs  | 48 kg                  |
| Bronz | Özbas Szofi | Cselgáncs  | 52 kg                  |
| Bronz | Faragó Petra | Cselgáncs  | + 70 kg                |
| Bronz | Opavszky Márk | Kajak-kenu | K1 500 m               |
| Bronz | Molnár Csenge | Kajak-kenu | C1 200 m               |
| Bronz | Fábián Fanni Vivien Muzsnay Zsófia Pózvai Klára Nagy Réka | Úszás      | 4 × 100 m gyors        |
| Bronz | Zombori Gábor Böhm Sebestyén Hatházi Dóra Nagy Réka *Muzsnay Zsófia | Úszás      | vegyes 4 × 100 m gyors |
| Bronz | Fábián Fanni Vivien | Úszás      | 400 m gyors            |
| Bronz | Fábián Fanni Vivien | Úszás      | 200 m gyors            |
| Bronz | Szabó-Feltóthy Eszter | Úszás      | 200 m hát              |
| Bronz | Galyassy Szilárd | Úszás      | 1500 m gyors           |

## Éremtáblázat
| A 2017. évi európai nyári ifjúsági olimpiai fesztivál éremtáblázata | A 2017. évi európai nyári ifjúsági olimpiai fesztivál éremtáblázata | A 2017. évi európai nyári ifjúsági olimpiai fesztivál éremtáblázata | A 2017. évi európai nyári ifjúsági olimpiai fesztivál éremtáblázata | A 2017. évi európai nyári ifjúsági olimpiai fesztivál éremtáblázata | Olimpia  |
| ------------------------------------------------------------------- | ------------------------------------------------------------------- | ------------------------------------------------------------------- | ------------------------------------------------------------------- | ------------------------------------------------------------------- | -------- |
|                                                                     | Ország                                                              | Arany                                                               | Ezüst                                                               | Bronz                                                               | Összesen |
| 1.                                                                  | Oroszország                                                         | 30                                                                  | 19                                                                  | 12                                                                  | 61       |
| 2.                                                                  | Olaszország                                                         | 14                                                                  | 11                                                                  | 13                                                                  | 38       |
| 3.                                                                  | Magyarország                                                        | 13                                                                  | 14                                                                  | 14                                                                  | 41       |
| 4.                                                                  | Hollandia                                                           | 8                                                                   | 6                                                                   | 2                                                                   | 16       |
| 5.                                                                  | Spanyolország                                                       | 7                                                                   | 4                                                                   | 4                                                                   | 15       |
| 6.                                                                  | Németország                                                         | 5                                                                   | 8                                                                   | 4                                                                   | 17       |
| 7.                                                                  | Törökország                                                         | 5                                                                   | 6                                                                   | 8                                                                   | 19       |
| 8.                                                                  | Franciaország                                                       | 5                                                                   | 6                                                                   | 5                                                                   | 16       |
| 9.                                                                  | Belgium                                                             | 5                                                                   | 0                                                                   | 2                                                                   | 7        |
| 10.                                                                 | Finnország                                                          | 4                                                                   | 1                                                                   | 6                                                                   | 11       |
| 11.                                                                 | Grúzia                                                              | 4                                                                   | 1                                                                   | 4                                                                   | 9        |
| 12.                                                                 | Fehéroroszország                                                    | 3                                                                   | 5                                                                   | 7                                                                   | 15       |
| 13.                                                                 | Ukrajna                                                             | 3                                                                   | 4                                                                   | 1                                                                   | 8        |
| 14.                                                                 | Lengyelország                                                       | 3                                                                   | 3                                                                   | 4                                                                   | 10       |
| 15.                                                                 | Szlovénia                                                           | 3                                                                   | 2                                                                   | 2                                                                   | 7        |
| 16.                                                                 | Nagy-Britannia                                                      | 3                                                                   | 1                                                                   | 6                                                                   | 10       |
| 17.                                                                 | Dánia                                                               | 3                                                                   | 1                                                                   | 5                                                                   | 9        |
| 18.                                                                 | Svájc                                                               | 2                                                                   | 3                                                                   | 5                                                                   | 10       |
| 19.                                                                 | Norvégia                                                            | 1                                                                   | 6                                                                   | 2                                                                   | 9        |
| 20.                                                                 | Svédország                                                          | 1                                                                   | 4                                                                   | 6                                                                   | 11       |
| 21.                                                                 | Szlovákia                                                           | 1                                                                   | 4                                                                   | 5                                                                   | 10       |
| 22.                                                                 | Izrael                                                              | 1                                                                   | 3                                                                   | 0                                                                   | 4        |
| 23.                                                                 | Írország                                                            | 1                                                                   | 2                                                                   | 3                                                                   | 6        |
| 24.                                                                 | Szerbia                                                             | 1                                                                   | 2                                                                   | 2                                                                   | 5        |
| 25.                                                                 | Ausztria                                                            | 1                                                                   | 1                                                                   | 3                                                                   | 5        |
| 26.                                                                 | Litvánia                                                            | 1                                                                   | 1                                                                   | 0                                                                   | 2        |
| 27.                                                                 | Görögország                                                         | 1                                                                   | 0                                                                   | 1                                                                   | 2        |
| 27.                                                                 | Portugália                                                          | 1                                                                   | 0                                                                   | 1                                                                   | 2        |
| 29.                                                                 | Románia                                                             | 0                                                                   | 5                                                                   | 3                                                                   | 8        |
| 30.                                                                 | Horvátország                                                        | 0                                                                   | 2                                                                   | 2                                                                   | 4        |
| 31.                                                                 | Csehország                                                          | 0                                                                   | 1                                                                   | 7                                                                   | 8        |
| 32.                                                                 | Észtország                                                          | 0                                                                   | 1                                                                   | 2                                                                   | 3        |
| 33.                                                                 | Azerbajdzsán                                                        | 0                                                                   | 1                                                                   | 1                                                                   | 2        |
| 33.                                                                 | Lettország                                                          | 0                                                                   | 1                                                                   | 1                                                                   | 2        |
| 35.                                                                 | Moldova                                                             | 0                                                                   | 1                                                                   | 1                                                                   | 2        |
| 36.                                                                 | Bulgária                                                            | 0                                                                   | 0                                                                   | 2                                                                   | 2        |
| 37.                                                                 | Andorra                                                             | 0                                                                   | 0                                                                   | 1                                                                   | 1        |
| 37.                                                                 | Bosznia-Hercegovina                                                 | 0                                                                   | 0                                                                   | 1                                                                   | 1        |
| Összesen                                                            | Összesen                                                            | 130                                                                 | 130                                                                 | 148                                                                 | 408      |